# Nico Rijnders
Reinier Johannes Maria Rijnders, conhecido por Nico Rijnders (Breda, 30 de julho de 1947 - Bruges, 16 de março de 1976), foi um futebolista neerlandês. Ele teve seu periodo de maior sucesso jogando no Ajax e no Club Brugge. No entanto, devido a problemas cardíacos, ele teve que terminar sua carreira cedo e morreu em 1976 aos 28 anos de idade.

## Biografia

### Juventude e começo de carreira
Como jogador juvenil, ele mudou se para o NAC Breda em 1963. Ele estreou em 16 de maio de 1965, em uma partida de taça contra o Enschede Boys, ele fez o gol da vitória por 2-1 no último minuto. Após um ano na Segunda Divisão, o clube conseguiu subir em 1966. Com o NAC Breda, Rijnders perdeu em 1967 a final da Copa dos Países Baixos, mas como o Ajax também foi campeão nacional, a equipe se qualificou para o campeonato europeu. Mas a temporada seguinte do NAC Breeda, no entanto, foi uma temporada difícil em que quase foram rebaixados. Rijnders mudou-se após a temporada para o Go Ahead Eagles por 150.000 florins.
Rijnders desenvolveu-se mais na equipe de Deventer. Em outubro de 1968, ele foi chamado pelo treinador Georg Kessler para jogar pela primeira vez pela Seleção Neerlandesa. Em 16 de abril de 1969, ele estreou na seleção em um jogo amistoso contra a Checoslováquia. Rijnders jogou na seleção entre 1969 e 1970 e jogou oito jogos. Depois de novembro de 1970, ele não foi mais convocado pelo novo treinador František Fadrhonc. 

### Ajax
Enquanto isso, Rijnders tinha saido do Go Ahead Eagles e ido para o Ajax por 400,000 florins em 1969. Em sua primeira temporada, o meio-campista tornou-se campeão nacional e vencedor da copa. No ano seguinte, o esquadrão de Amsterdã tornou-se novamente vencedor do copa e da Liga dos Campeões sobre o Panathinaikos em Wembley. Neste jogo, no entanto, Rijnders sentiu um aperto no peito e foi substituído no resto do jogo por Horst Blankenburg.
Rijnders jogou 63 jogos na liga no Ajax em sua duas temporadas e marcou quatro vezes. 
Rijnders partiu para o Club Brugge da Bélgica no verão de 1971. Mais tarde, foi sugerido que a direção do Ajax sob a liderança de Jaap van Praag, sabia sobre seus problemas cardíacos e, portanto, fez pouco esforço para mantê-lo no clube de Amsterdã.

### Club Brugge
Em sua temporada de estreia o clube ocupou o segundo lugar no campeonato belga atrás do Anderlecht. Em 12 de novembro de 1972, no entanto, ele desabou no campo depois de dez minutos durante um jogo contra o Standard de Liège. Rijnders estava clinicamente morto, mas foi ressuscitado pelo então médico do clube, Michel D'Hooghe. Ele passou semanas no hospital e foi reprovado nos exames para continuar jogando futebol profissional. Em seguida, ele se tornou assistente técnico no clube.
Em 1974, Rijnders tornou-se treinador do Racing Harelbeke. No entanto, após novas queixas cardíacas na véspera de Natal, ele foi proibido de exercer qualquer função no esporte. Em julho de 1975, o Ajax e o Club Brugge organizaram um jogo em homanagem a Rijnders. Na ocasião Johan Neeskens e Johan Cruijff jogaram com o Ajax. O jogo terminou em 3-0 para Brugge.

### Morte
Rijnders abriu uma loja de esportes em Bruges. A loja rapidamente faliu, sua esposa o deixou e ele teria tido problemas alcoólicos. Em 3 de março de 1976, ele passou mal durante a festa do carnaval em Deventer. Depois de alguns dias em um hospital, Rijnders morreu em 16 de março de 1976, ele tinha apenas 28 anos. 
Um cardiologista que tratou Rijnders relatou em 2009 com base no arquivo médico que o jogador sofria de arritmias cardíacas congênitas. Naquele momento, estes não podiam ser determinados e não podiam ser corrigidos.

## Titulos
Ajax
- Liga dos Campeões: 1970/71
- Eredivisie: 1969/70
- Copa dos Países Baixos: 1969/70 e 1970/71